# Piss Aktion
Piss Aktion (ang. Piss Action) – performance pomysłu Otto Muehl'a z 1969 roku.

## Opis i interpretacja
Performance został po raz pierwszy odegrany podczas Hamburg Film Festival w 1969 roku. Według niektórych źródeł, jego premiera miała miejsce już rok wcześniej, we wrześniu 1968 roku w Monachium. Rozebrany do naga Otto Muehl stoi na scenie i oddaje mocz w kierunku innego artysty, Güntera Brusa, klęczącego przed nim bez ubrań i otwierającego usta w gotowości do połknięcia uryny.
Tak jak wszystkie performance ruchu Wiedeńskiego Akcjonizmu, tak i ten rozgrywał się w kontekście powojennego społeczeństwa austriackiego, które nie przepracowało traum z okresu niemieckiej okupacji (1938-1945). Obsceniczne akcje takie jak ta miały na celu konfrontację Austriaków z wypieranymi przez nich traumami i w efekcie osiągnięcie katharsis. 
Otto Muehl dążył do wyprowadzenia sztuki z murów galerii i muzeów. Zmuszał społeczeństwo do skonfrontowania się ze sztuką, nawet jeśli samo do tego nie dążyło i nie akceptowało jej form. Nazywał to sztuką bezpośrednią. Obsceniczność wydarzeń takich jak Piss Aktion miała na celu przełamanie barier odbiorców. W tym kontekście jest też atakiem na burżuazyjne społeczeństwo poprzez wywołanie szoku i brutalne złamanie tabu. Według innej intepretacji, otwarte usta Brus'a uosabiają doskonale porządne, a więc podporządkowane społeczeństwo austriackie, gotowe przyjąć każdą nieczystość oddawaną im przez burżuazyjny rząd Austriackiej Partii Ludowej z Josefem Klaus'em na czele. Otto Muehl przez całą swą karierę stosował, zarówno w performance jak i malarstwie tradycyjnym, wydzieliny ludzkiego ciała, takie jak krew i mocz, w celu zintensyfikowania przekazu.
Wydarzenie zostało uwiecznione jedynie na czarno-białych fotografiach. Tak jak wiele innych akcji wiedeńskiej grupy, tak i ta wzbudziła zainteresowanie policji.